# Fin de guardia
Fin de guardia (título inglés: End of Watch) es una novela del escritor estadounidense Stephen King, publicada el 7 de junio de 2016. Es el último volumen de la trilogía basada en la historia del detective Bill Hodges, que dio inicio con la novela Mr. Mercedes en 2014. El libro fue anunciado el 2015 bajo el título de El príncipe suicida. El 10 de junio de ese mismo año se anunció que la novela finalmente llevaría el nombre de End of Watch.

## Sinopsis
El detective retirado Bill Hodges es diagnosticado con cáncer. Al enterarse de que le queda muy poco tiempo de vida, empieza a interesarse en una extraña cadena de suicidios. Todos los fallecidos tienen algo en común, en algún momento tuvieron alguna relación con Brady Hartsfield, un asesino reconocido como Mr. Mercedes. Hartsfield quedó en supuesto estado vegetativo luego de la labor del detective Hodges, por lo que parece imposible que este hombre tenga algo que ver con los misteriosos suicidios en cadena.